# Тины
Тины — село в Нижнеингашском районе Красноярского края. Административный центр Тинского сельсовета.

## География
Село находится в восточной части края, в пределах таёжной лесорастительной зоны, при автодороге Р255, на левом берегу реки Тины, на расстоянии приблизительно 18 километров (по прямой) к юго-востоку от Нижнего Ингаша, административного центра района. Абсолютная высота — 275 метров над уровнем моря.
Климат
Климат характеризуется как резко континентальный, с продолжительной морозной малоснежной зимой и коротким жарким летом. Зима продолжается в течение 6-7 месяцев. Абсолютный минимум температуры воздуха составляет −51 °C (по данным метеостанции г. Канска). Продолжительность периода с температурой более 10˚С составляет 100—110 дней. Среднегодовое количество атмосферных осадков составляет 484 мм.

## История
Основано около 1770 года и первоначально называлось Тинское зимовье; упоминается в путёвых заметках Палласа, который в 1772-1773 годах проезжал от Красноярска до Иркутска и обратно, как "новая деревня Тин на реке Тин". "Здесь Палласу пришлось проехать на одних и тех же лошадях все пространство от Пояма до Тина в 18 верст, и от Тина до Ключей в 27 верст, так как новопоселенные жители Тина еще не обязаны были давать лошадей." Льготу такую новопоселенцы получали на три года - освобождались от подушной подати и смены лошадей. В записках путешествовавшего этими местами на 32 года ранее Гмелина вся местность между Канском и Удинском является незаселенной. Первыми жителями поселения были ссыльные и беглые крестьяне из европейской части России, а также представители разных слоев сибирского населения, принудительно переселённых в эти места с целью обслуживания Московско-Сибирского тракта. В начале 20-х годов XIX века была построена и освящена деревянная церковь в честь Введения во храм Пресвятой Богородицы (закрыта конце 1930-х годов, впоследствии разрушена).
По данным 1926 года в селе Тинском имелось 292 хозяйства и проживало 1316 человек (658 мужчин и 658 женщин). В национальном составе населения того периода преобладали русские. В административном отношении являлось центром Тинского сельсовета Нижне-Ингашского района Канского округа Сибирского края. В 1927 году, в ходе коллективизации, был образован колхоз «Красный Октябрь». До 1995 года действовал Пойменский леспромхоз.

## Население
| 2010 |
| ---- |
| 1406 |

Половой состав
По данным Всероссийской переписи населения 2010 года в гендерной структуре населения мужчины составляли 47,6 %, женщины — соответственно 52,4 %.
Национальный состав
Согласно результатам переписи 2002 года, в национальной структуре населения русские составляли 94 % из 1695 чел.